# Guatteria elegans
Guatteria elegans este o specie de plante angiosperme din genul Guatteria, familia Annonaceae, descrisă de Scharf. Conform Catalogue of Life specia Guatteria elegans nu are subspecii cunoscute.